# سيلينة إسكندرانية
السيلينة الإسكندرانية (باللاتينية: Silene alexandrina) نوع نباتي يتبع جنس السيلينة من الفصيلة القرنفلية.

## الموئل والانتشار
موطنها المشرق العربي ووادي النيل وقبرص وكريت.

## مرادفات للاسم العلمي
- (باللاتينية: Silene  apetala var. alexandrina Asch.)